# Gramški distrikt
Gramški distrikt (albanski: Rrethi i Gramshit) je jedan od 36 distrikata u Albaniji, dio Elbasanskog okruga. Po procjeni iz 2004. ima oko 36.000 stanovnika, a pokriva područje od 695 km². 
Nalazi se u središnjem dijelu zemlje, a sjedište mu je grad Gramsh. Distrikt se sastoji od sljedećih općina:
- Gramsh
- Kodovjat
- Kukur
- Kushovë
- Lënie
- Pishaj
- Poroçan
- Skënderbegas
- Sult
- Tunjë